# Grażyna Bral
Grażyna Katarzyna Bral, ps. G.B., GaBa, Anna Boss, GB, Ot-To (ur. 20 września 1937 w Jamicznie k. Baranowicz, zm. 21 marca 2023) – polska dziennikarka i poetka związana z Gdańskiem.

## Życiorys

### Dzieciństwo i młodość
Grażyna Katarzyna Rusak przyszła na świat jako córka pielęgniarki i księgowego. Miała młodszą siostrę. Jej dzieciństwo przypadło na czas II wojny światowej. Gdy miała 6 lat, ojciec zawiesił jej na szyi torebeczkę z karteczkami zawierającymi jej dane osobowe. Celem zabiegu było ocalenie tożsamości zagrożonej przez okupację. Jej rodzina, chcąc opuścić okolice Baranowicz, dołączyła do transportu Niemców, likwidujących szpital i uciekających z Baranowicz. W ten sposób zostali repatriantami. Zamieszkali w Gdańsku-Wrzeszczu. W 1958 ukończyła Wydział Filologii Polskiej Uniwersytecie Warszawskim. Podczas studiów w Warszawie poznała swojego przyszłego męża Sławomira Brala, związanego z Wybrzeżem. Razem wrócili do Gdańska. Ich syn Grzegorz jest reżyserem teatralnym.
Zmarła 21 marca 2023, pochowana na cmentarzu Srebrzysko (rejon X, kwatera IX).

### Przebieg kariery zawodowej
Od 1959 do 1965 zatrudniona była w Wydawnictwie Morskim. Pracowała tam jako redaktorka książek i korektorka. Kolejnym etapem jej kariery zawodowej stało się dziennikarstwo. W latach 1965–1972 była członkiem zespołu redakcyjnego periodyku „Tygodnik Morski”. Najpierw działała w nim jako publicystka, a następnie pełniła funkcję zastępcy redaktora naczelnego. Była redaktorką naczelną 2 i 3 numeru Gdańskiego Rocznika Kulturalnego. W latach 1972–1981 pracowała w Gdańskim Ośrodku Telewizyjnym na stanowisku kierownika redakcji publicystyki kulturalnej, a później redaktora naczelnego ds. artystycznych. Pracę w telewizji przerwało jej wprowadzenie stanu wojennego. Od 1982 do 1990 zatrudniona była w redakcji tygodnika „Wybrzeże”, gdzie była zastępcą redaktora naczelnego. W latach 1991–1993 redagowała w „Dzienniku Bałtyckim” dodatek dla kobiet „Salon Alicji”. W latach 1970–1982 była członkiem SDP, od 1983 w SDRP, rzecznik dyscyplinarny Oddziału Morskiego. W 1992 przeszła na emeryturę, nie rozstając się jednak z pracą redakcyjną. Prowadziła współpracę z Dziennikiem Bałtyckim i Polskim Radiem w Gdańsku. W latach 1999–2003 pełniła funkcję zastępczyni redaktora naczelnego czasopisma „Styl Życia”. Przez dwa lata (2004–2006) prowadziła konwersatorium na Wydziale Politologii i Dziennikarstwa w Wyższej Szkole Humanistycznej w Gdańsku.

### Twórczość literacka
Poza działalnością dziennikarską i redakcyjną Grażyna Bral ma także na swoim koncie dorobek literacki. Działała w powołanej w 1959 przez Mieczysława Czychowskiego i Bogdana Justynowicza Gdańskiej Grupie Młodych. Grupa o charakterze interdyscyplinarnym zrzeszała młodych poetów, prozaików, publicystów i plastyków. Młodzi twórcy działali na płaszczyźnie socjologicznej. Łączyło ich zaangażowanie w życie miasta oraz poezja tworzona pod jego urokiem. 
W 1963 została prezesem Klubu Literackiego Młodych, powołanego do życia przez gdański Oddział ZLP. 
Pierwsze wiersze publikowała w almanachach w latach 60., jednak rozstała się z twórczością poetycką na kilkadziesiąt lat. Do pisania wierszy powróciła na emeryturze.

## Publikacje książkowe[11]
- Wakacje nad morzem (1985)[12]
- Morze w kratkę (1986)[13]
- Statek mojego wujka (1987)[14]
- Kuba na obozie (1988)[15]
- Jeżeli nie ty – to kto? (2006)[16]
- Dawno-niedawno (2007)[17]
- Ustawienia osobiste (2013)[18]

## Odznaczenia
- Odznaka „Zasłużony Działacz Kultury” (1969)
- Odznaka honorowa „Zasłużonym Ziemi Gdańskiej” (1972)
- Srebrny Krzyż Zasługi (1979)[3]